# Mission Voulet-Chanoine
Die Mission Afrique Centrale-Tchad, nach den Protagonisten Mission Voulet-Chanoine genannt, war eine Militäroperation zur Eroberung des Tschad. Sie begann im Januar 1899 unter Führung der Hauptleute Paul Voulet und seines Stellvertreters Julien Chanoine in Say. Sie sollte zusammen mit den Expeditionen von Foureau-Lamy und Gentil die endgültige französische Kontrolle über das Tschad-See-Gebiet herstellen. Die Mission Voulet–Chanoine war durch ihr brutales Vorgehen und durch zahlreiche Übergriffe auf die Zivilbevölkerung gekennzeichnet.

## Zusammensetzung und Aufgabenstellung

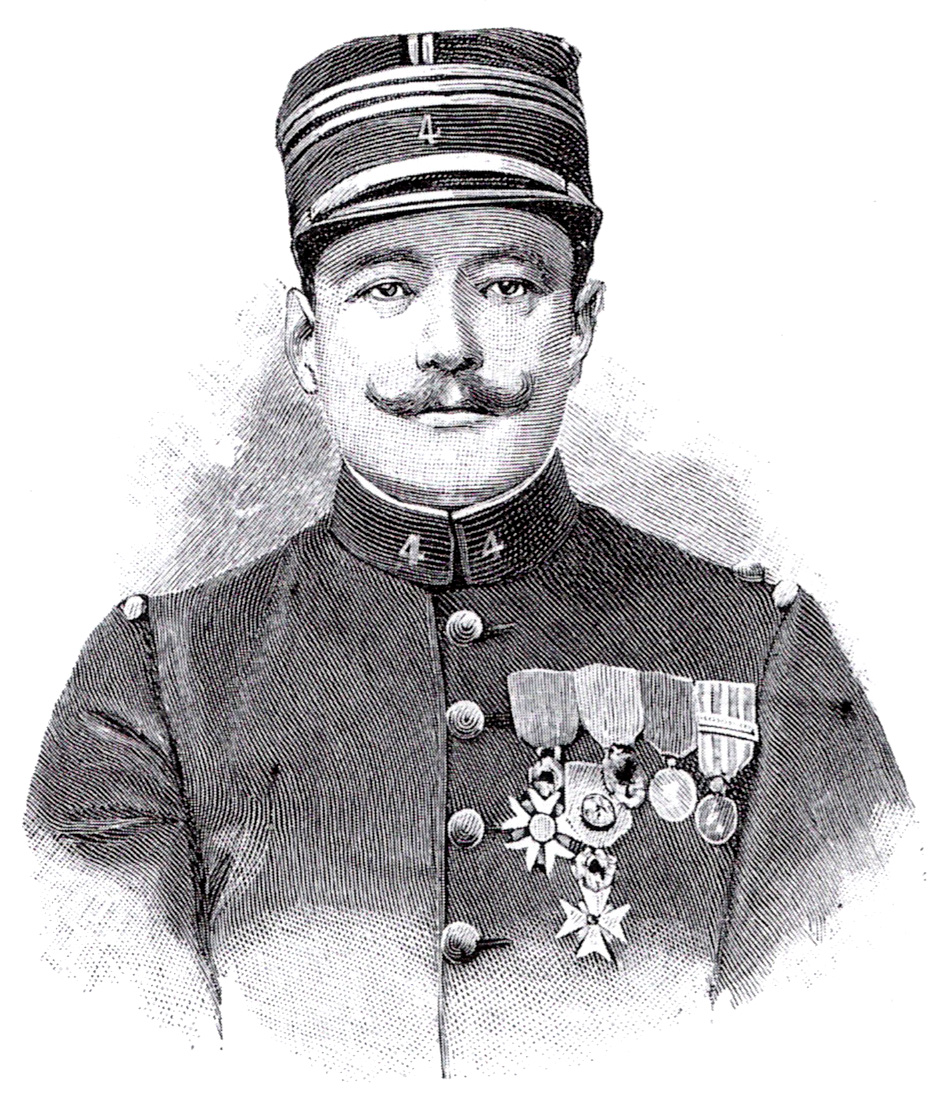
Paul Voulet
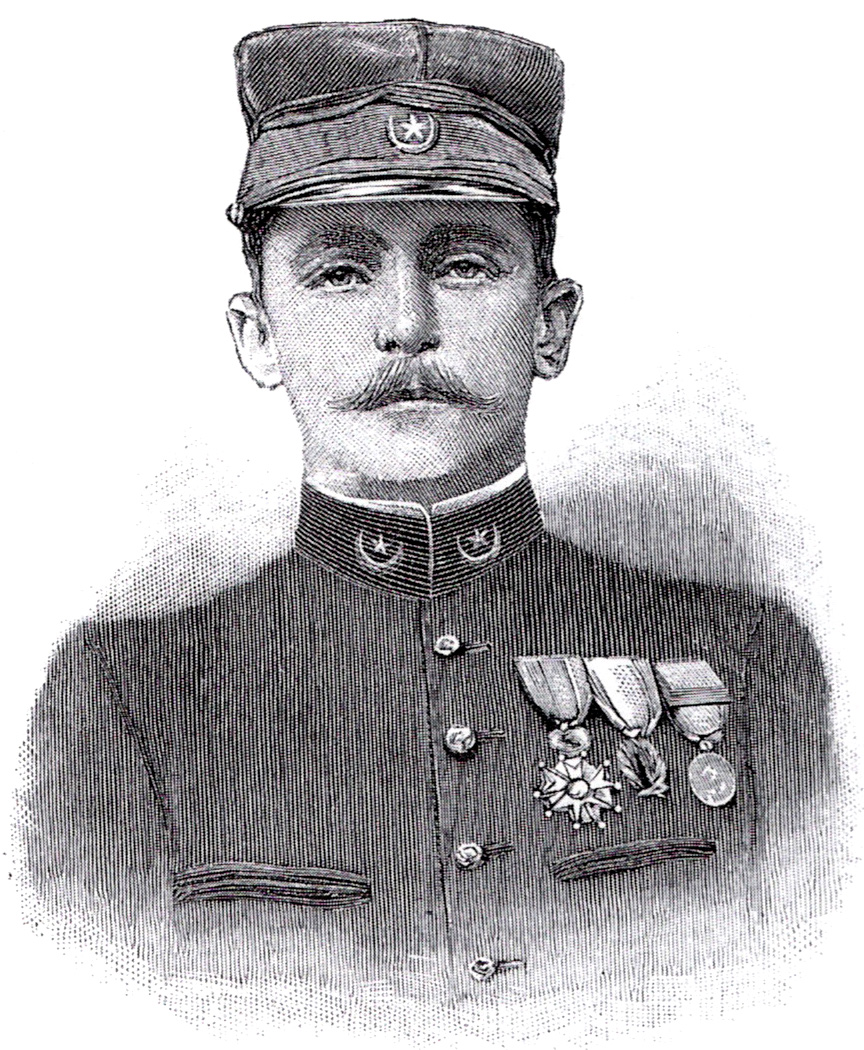
Julien Chanoine

Die Mission Voulet–Chanoine hatte eine doppelte Aufgabenstellung. Sie sollte die durch die Berliner Konferenz 1884/1885 Frankreich im Tschad-See-Gebiet zugesprochenen Gebiete kartographisch erfassen, militärisch sichern, unter französisches Protektorat stellen und schließlich helfen, den Rabih zu besiegen.
Sie bestand aus sechs französischen Offizieren und drei Unteroffizieren, 50 Senegalschützen, 20 Spahis, 30 Dolmetschern, 400 Rekruten und 800 Trägern. Die Expedition führte einen umfangreichen Waffen- und Munitionsvorrat mit sich, dafür aber kaum Lebensmittel.
Die Anführer der Expedition, der Hauptmann Paul Voulet und sein Stellvertreter, Hauptmann Julien Chanoine, wurden schon von Zeitgenossen als charakterlich ungeeignet für die Durchführung einer solchen zivil-militärischen Operation gehalten. Sie betrieben sie aus ausschließlich karrieristischen Gründen und konnten sich dabei besonders der Protektion des Vaters von Chanoine, des Generals Jules Chanoine, sicher sein. Bei den Kämpfen gegen die Mossi im Vorfeld der Mission hatten die beiden Hauptleute neben unbestreitbaren militärischen Erfolgen eine besondere Grausamkeit an den Tag gelegt.

## Verlauf
In Koulikoro wurden die zusammengestellten Truppen geteilt, Chanoine setzte mit dem Großteil der Mannschaften den Marsch auf dem Landweg fort, während Voulet sich mit einigen Männern auf dem Niger nach Timbuktu einschiffte. Vom dortigen Kommandanten, dem Oberstleutnant Jean-François Klobb, übernahm er weitere 70 Senegalschützen und 20 Spahis. Der Vormarsch Chanoines wurde durch Versorgungsschwierigkeiten behindert, die lokale Bevölkerung war außerstande die Kolonne zu versorgen und Chanoine ordnete Plünderungen an. Zusätzlich befahl er die Erschießung von Deserteuren, da Träger geflohen waren. Außerdem verlor die Expedition täglich Träger aufgrund von Durchfallerkrankungen. Anfang Januar 1899 trafen sich die beiden Teilexpeditionen in Say, dem östlichsten Vorposten Frankreichs in diesem Gebiet. Die mittlerweile auf 2000 Mann angewachsene Kolonne verfügte nicht über ausreichend Lebensmittel, um sich selbst zu versorgen, das Vorgehen Voulets und Chanoines wurde zusehends grausamer, zu den Plünderungen kamen Brandschatzung, Morde und Vergewaltigungen. Am 8. Januar 1899 wurde das Dorf Sansané Haoussa als Vergeltung für die Verwundung einiger Soldaten der Kolonne geplündert und 101 Einwohner getötet, darunter 30 Frauen und Kinder.

### Wahrnehmung in Frankreich
Ende Januar quittierte Leutnant Peteau, einer der Offiziere, den Dienst und teilte Voulet mit, dass er die Kolonne verlassen würde. Voulet seinerseits entließ ihn in Unehren wegen „Mangel an Disziplin und Enthusiasmus“. Zurück in Dakar schrieb Peteau einen Brief an seine Verlobte, in dem er die Grausamkeiten von Voulet und Chanoine andeutete, woraufhin diese ihren Abgeordneten und dieser den Kolonialminister Florent Guillain kontaktierte. Dieser enthob Chanoine und Voulet am 20. April 1899 ihrer Funktion, ordnete ihre Festnahme an und befahl dem Gouverneur von Timbuktu, Klobb, Voulet und Chanoine daran zu hindern, in das Sokoto-Territorium vorzudringen. Dieses hatte Frankreich im Übereinkommen vom Juni 1898 Großbritannien überlassen.

### Voulets Befehlsverweigerung
Oberstleutnant Klobb verließ bei Erhalt des Befehles zusammen mit 50 Senegalschützen und Leutnant Octave Meynier als Stellvertreter unverzüglich Timbuktu und begab sich auf die Spur der Kolonne von Voulet und Chanoine. Diesen schlug zu diesem Zeitpunkt organisierter Widerstand entgegen, die Königin Sarraounia zwang die Kolonne bei Lougou zum Kampf. Am 16. April 1899 verloren die Franzosen vier Mann, sechs wurden verwundet.
Am 20. Juli 1899 erreichte Klobb in Dan Kori die Kolonne von Voulet und Chanoine. Über einen Boten forderte er sie schriftlich zur Aufgabe auf, die beiden verweigerten den Befehl und Klobb wurde beim Versuch sie festzunehmen getötet.

### Tod Voulets und Chanoines

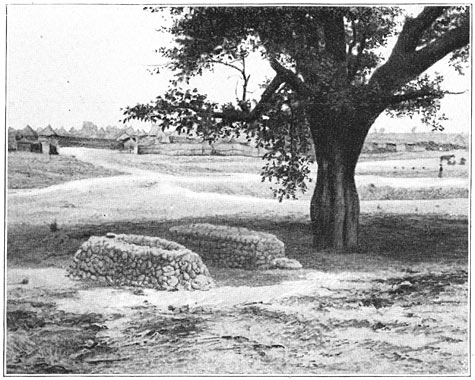
Gräber von Voulet und Chanoine vor Maïjirgui, Fotografie von 1906

Im Angesicht der Befehlsverweigerung Voulets und Chanoines meuterten deren Truppen und töteten die beiden.

### Abschluss der Expedition und Teilnahme am Krieg gegen Rabih az-Zubayr
Unter dem Befehl der Leutnante Joalland und Meynier wurden die Reste der Expedition mit denen aus dem Norden und aus Süden in den Tschad vorstoßenden Kolonnen vereinigt und gegen Rabih az-Zubayr geführt.

## Einordnung der Expedition
Aufgrund ihrer Rolle bei der endgültigen Befriedung des französischen Sudan wurden die Grausamkeiten der Mission Voulet-Chanoine in der Rezeption der französischen Kolonisierung in den folgenden Jahren heruntergespielt. Erst in jüngster Zeit erfolgt eine kritische Aufarbeitung. Der britische Historiker Bertrand Taithe nennt die Mission einen Kolonialskandal.

## Film und Fernsehen
- Der Kampf der schwarzen Königin (Sarraounia, 1986, Regie: Med Hondo)
- Söldner der Hölle (Capitaines des ténèbres, TV-F 2005, Regie: Serge Moati)
- African Apocalypse (Dokumentarfilm, 2020, Regie: Rob Lemkin)

### Primärquellen
- Paul Joalland: Le Drame de Dankori (Mission Voulet-Chanoine – Mission Joalland-Meynier). Nouvelles Éditions Arago, Paris 1930.
- Octave Meynier: La mission Joalland-Meynier. Éditions de l'Empire français, collection «Les Grandes missions coloniales», Paris 1947.
- Arsène Klobb: A la recherche de Voulet: sur les traces sanglantes de la Mission Afrique centrale, 1898–1899. Cosmopole, Paris 2001.

### Wissenschaftliche Sekundärliteratur
- Finn Fuglestad: À propos de travaux récents sur la mission Voulet-Chanoine. In: Revue française d’histoire d’outre-mer. Vol. 67, Nr. 246, 1980, S. 73–87 (persee.fr).
- Gilbert Comte: L'Empire triomphant. Denoël, 1988.
- Muriel Mathieu: La mission Afrique centrale. L'Harmattan, collection «Racines du présent», 1996.
- Bertrand Taithe: The Killer Trail. A Colonial Scandal in the Heart of Africa. Oxford University Press, Oxford 2009.

### Belletristische Rezeptionen
- Jacques-Francis Rolland: Le grand capitaine. Un aventurier inconnu de l'épopée coloniale. Grasset, 1976, ISBN 978-2-246-00342-7
- Jean-Claude Simoën: Les fils de roi. Le crépuscule sanglant de l'aventure africaine. Jean-Claude Lattès, 1996.
- Abdoulaye Mamani: Sarraounia. Le drame de la reine magicienne. L'Harmattan, collection «Encres noires», 2000.
- Patrick Girard: La Soudanite. Calmann-Lévy, 2002.
- Isabelle Calin: Sarraounia. La reine magicienne du Niger. Cauris Éditions, 2005.
- Serge Moati et Yves Laurent: Capitaines des ténèbres. Fayard, Paris 2006.